# Alpinia strobiliformis
Alpinia strobiliformis är en enhjärtbladig växtart som beskrevs av Te Lin Wu och Sen Jen Chen. Alpinia strobiliformis ingår i släktet Alpinia och familjen Zingiberaceae. Inga underarter finns listade i Catalogue of Life.